# Kozlivka, Putîvl
Kozlivka (în ucraineană Козлівка) este un sat în comuna Cervone Ozero din raionul Putîvl, regiunea Sumî, Ucraina.

## Demografie
Componența lingvistică a localității Kozlivka
     Rusă (80,77%)
     Ucraineană (19,23%)
Conform recensământului din 2001, majoritatea populației localității Kozlivka era vorbitoare de rusă (80,77%), existând în minoritate și vorbitori de ucraineană (19,23%).